# Into the Moat
Into the Moat est un groupe américain de mathcore, originaire de Fort Lauderdale, en Floride. Le groupe est reconnu au niveau national lorsqu'il a fait l'objet d'un article dans le magazine Alternative Press en novembre 2003. Le groupe signe avec Metal Blade Records, qui publie leurs deux albums studio, et effectue quatre tournées nationales en 2004 et 2005.
En 2016, les membres révèlent finalement que le groupe était, à toutes fins utiles, séparé.

## Histoire
Le groupe est formé en mai 2001 en Floride en tant que projet individuel de Matthew Gossman. Gossman joue de la guitare, de la basse et de la batterie sur la première démo. En janvier 2002, Johannes Naranjo (parti depuis) rejoint le groupe à la basse, et Wray passe à la guitare.
En l'espace d'un an, le groupe enregistre son premier EP, Means by Which the End is Justified. Enregistré par Jeremy Staska au Studio 13, l'album est « découvert » par Lovelost Records. Avec seulement un accord informel, Lovelost Records sort l'EP en mai 2003. L'EP et les brèves tournées promotionnelles qui suivent permettent au groupe d'être signé par le label Metal Blade Records en mai 2004, qui sort leur premier album studio, The Design, en mars 2005. Il est produit aux Mana Recording Studios de Tampa par Erik Rutan (Hate Eternal, Morbid Angel). Rob Shaffer quitte le groupe la même année, et deviendra membre de Dark Castle.
L'album The Campaign, qui nécessite près de quatre ans de travail, est produit et mixé par Erik Rutan aux Mana Recording Studios et masterisé par Alan Douches. Il sort en mars 2009 avec des critiques positives.
Into the Moat reste silencieux jusqu'à une interview en 2016 avec Sheeps X Clothing où ils révèlent finalement que le groupe était, à toutes fins utiles, séparé. Cela crée cependant un air de discussion unique concernant leur contrat avec Metal Blade, qui aurait stipulé en 2009 qu'il restait un disque à terminer,.

## Discographie
- 2002 : 2 Song Demo (auto-édition)
- 2003 : 3 Song Demo (auto-édition)
- 2003 : Means by Which the End is Justified (Lovelost)
- 2005 : The Design (Metal Blade)
- 2009 : The Campaign (Metal Blade)